# 黒斑病
黒斑病（こくはんびょう、英: Black spot）とは、野菜や果樹の葉や果実などに黒色の斑点ができるアルテルナリアなどを原因とした感染症である。

## ナシ黒斑病
ナシの中でも特に二十世紀梨に多く発生する。南水や新水などにも発生するが、幸水、豊水、長十郎には全く発生しない。
早くに栽培が開始された奈良県、愛媛県、岡山県、千葉県などの二十世紀梨に1913年（大正2年）～1914年（大正3年）ごろから発生した。

### 症状
葉や枝への黒い病斑が見られ、激しく発病した葉は落葉する。生育中の果実に発生したものは亀裂を生じさせて落果する。成熟した果実では同心輪紋状の病斑が拡大して軟化腐敗する。

### 原因
枝病斑、病芽、落葉などから風雨により黒斑病菌の胞子が飛散することで感染する。

### 対策
既に感染している枝や葉を取り除くことや薬剤による防除、袋かけが有効である。
かつては害虫対策として新聞紙を使った果実袋が用いられていたが、奈良県吉野郡大淀町大阿太高原で薬水園という果樹園を営んでいた奥徳平によって大正の半ばごろにパラフィン紙袋を用いた防除法が開発され、以後全国的に普及した。
黒斑病の対策として品種改良も行われており、茨城県常陸大宮市にある農業生物資源研究所の放射線育苗場にて二十世紀梨にガンマ線を照射して作られたゴールド二十世紀梨は本病に耐性がある。